# Sakuma Shōzan

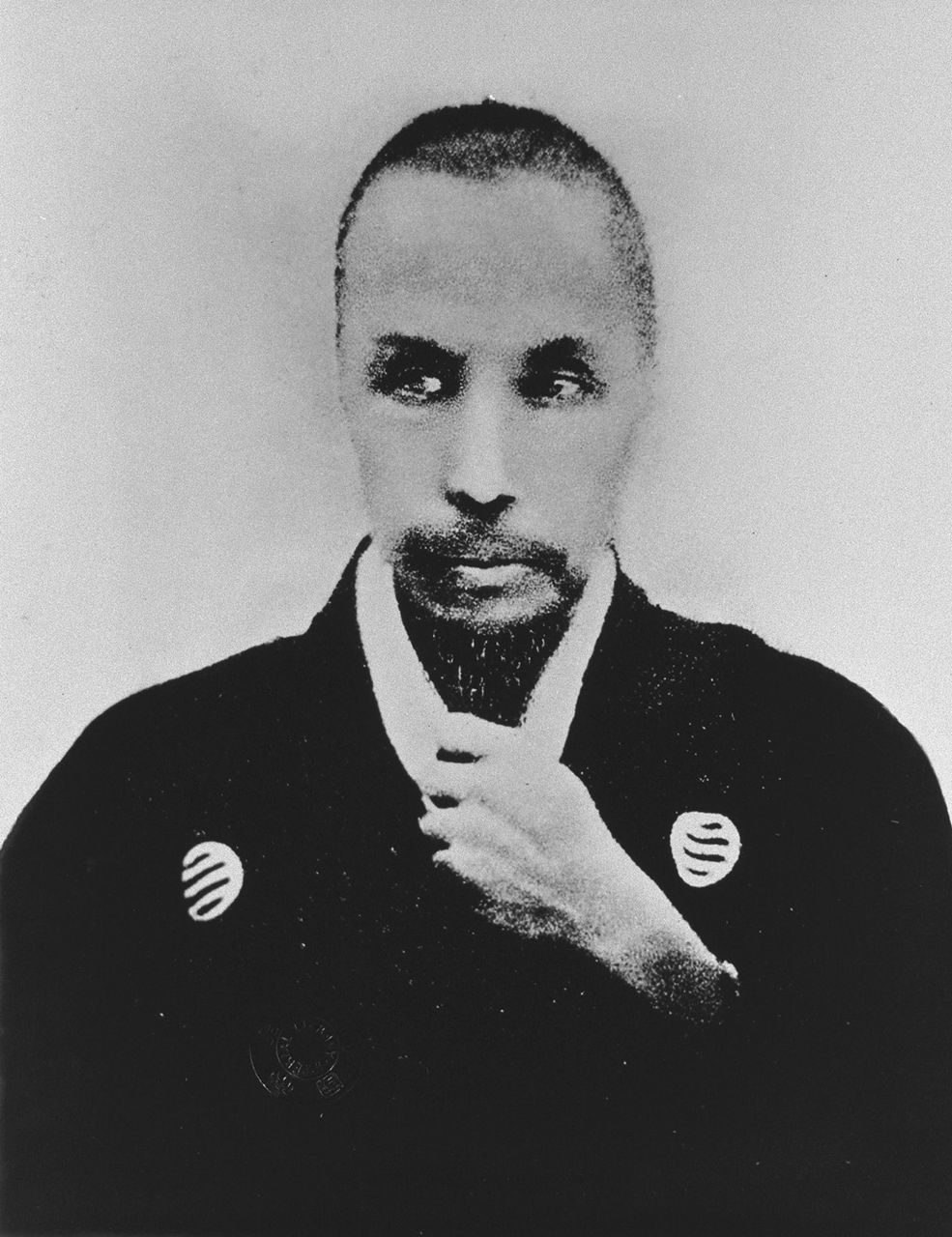
Sakuma Shozan

Sakuma Shōzan, auch Zōzan (japanisch 佐久間 象山; * 22. Mai 1811 im Lehen Matsushiro, Provinz Shinano beim heutigen Nagano; † 12. August 1864 in Kyoto) war ein japanischer Politiker, Erfinder und Gelehrter (Physiker) der Edo-Zeit.

## Leben

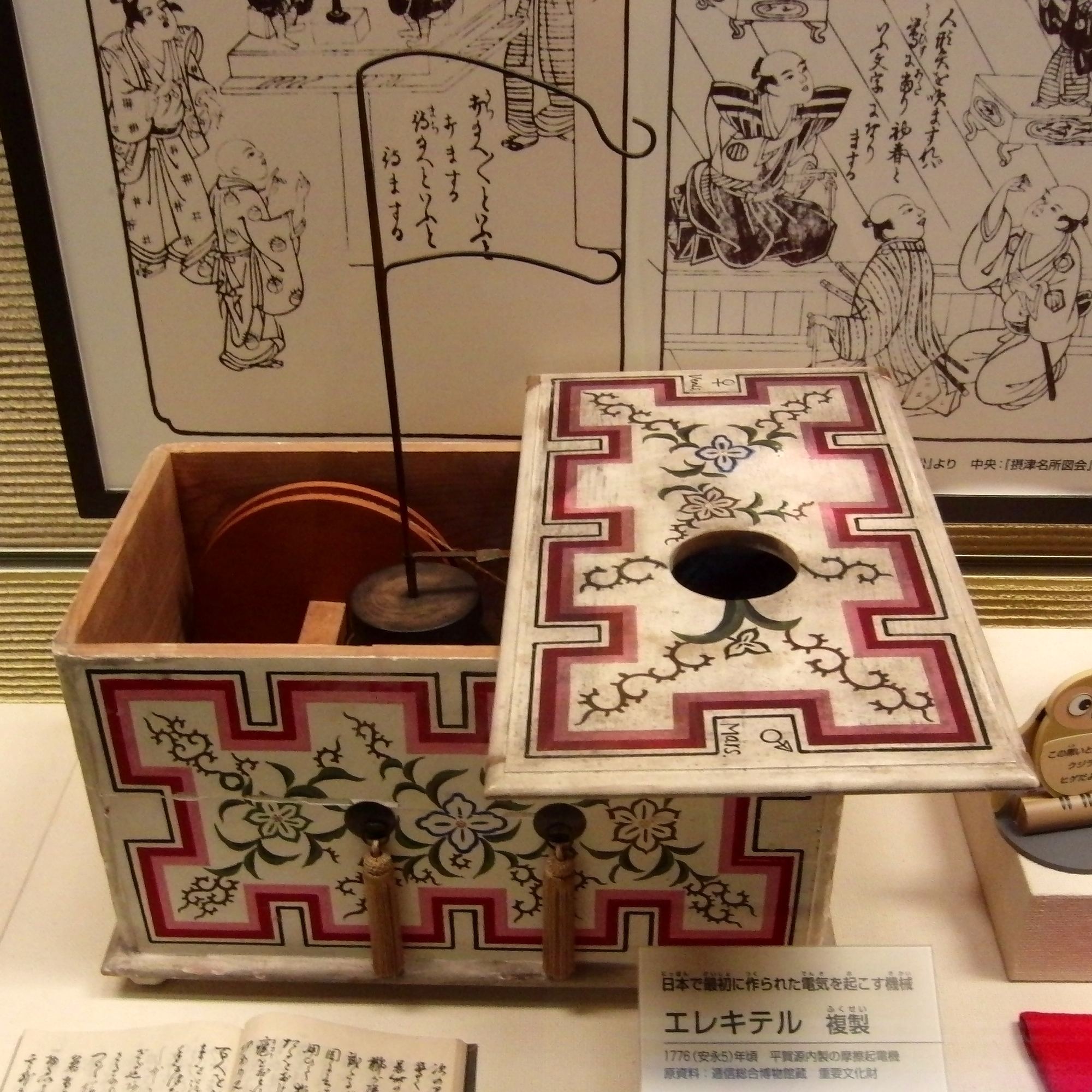
Nachbau eines Elekiter

Sakuma Shōzan hieß eigentlich Kunitada (国忠) und später Hiraki (啓). Er war der Sohn eines Samurai und Gelehrten im Lehen Matsushiro und ging 1833 nach Edo, um für drei Jahre an der Privatschule von Satō Issai konfuzianische chinesische Wissenschaft und Philosophie zu studieren. 1836 kehrte er in seine Heimat Matsushiro zurück und eröffnete 1839 in Edo eine eigene Privatschule. Insbesondere wurde er ein Anhänger der Lehre von Zhu Xi und des von diesem propagierten neokonfuzianischen Lernens aus empirischen Untersuchungen. Um diese Zeit machte die Niederlage der Chinesen gegen die Briten im Ersten Opiumkrieg (1839–1842) einen großen Eindruck auf Sakuma Shōzan. Nachdem der Daimyō von Matsushiro Sanada Yukitsura 1841 Rōjū des Tokugawa-Shogunats wurde, befahl er Sakuma Shōzan, sich mit westlicher Wissenschaft zu befassen, die damals vor allem über die Niederländer nach Japan kam (Rangaku genannt).
Er studierte anhand des Huishoudelyk Woordboek, einer niederländischen Übersetzung eines Lexikons des Franzosen Nöel Chomel, und lernte dazu Niederländisch. In dem Lexikon fand er Hinweise, wie man verschiedene mechanische und optische Geräte anfertigte und physikalische Experimente durchführte (Herstellung von Glas, Magnete, Teleskope, Thermometer). Experimente zur Elektrizität lernte er aus einem Buch des Niederländers van den Bergh, wobei er als Basis einen in Japan so genannten Elekiter nachbaute, eine in einem Kasten untergebrachte Quelle statischer Elektrizität (bestehend aus einer Elektrisiermaschine als Spannungserzeuger und einer Leidener Flasche als Batterie). Sie waren in Japan seit dem 18. Jahrhundert nach holländischem Vorbild in Gebrauch.
Damit baute er 1849 den ersten Telegraphen in Japan, fünf Jahre bevor ein solches Gerät als Gastgeschenk des US-amerikanischen Admirals Matthew Calbraith Perry 1854 bei der unter Androhung von Gewalt erzwungenen Öffnung Japans durch den Besuch der „Schwarzen Schiffe“, wie sie in Japan genannt wurden, ins Land kam. Er experimentierte mit Waffenherstellung (um 1848 konnte er kleine Kanonen gießen), stellte Glas her und verbesserte auf seinem Landgut in Matsushiro die Landwirtschaft, was ihm Aufmerksamkeit verschaffte.
Aus der Analyse der wissenschaftlichen Fortschritte des Westens und aus der Analyse der Niederlage der Chinesen im Ersten Opiumkrieg setzte sich Sakuma Shōzan bei seinen Vorgesetzten im Shogunat für eine Modernisierung der Verteidigung, der Marine und der Gesellschaft ein, worüber er 1842 ein Buch schrieb (海防八策, Kaibō Hassaku, „Acht Strategien für die Verteidigung auf See“). Die acht Vorschläge, die er in seinem Buch machte, waren:
1. Verstärkung der Befestigungen an strategischen Stellen und in Häfen und Ausrüstung mit Artillerie.
2. Aufhebung des Kupferexports über die Niederländer und Verwendung des Metalls für Kanonen (Bronze).
3. Bau größerer Handelsschiffe (deren Größe war bis dahin durch Erlass beschränkt).
4. Überwachung der Handelsmarine und des Handels durch fähige Beamte.
5. Bau von Kriegsschiffen nach dem Vorbild des westlichen Auslands, Ausbildung eines Korps von Marineoffizieren.
6. Bau von Schulen im ganzen Land und Erziehung der gesamten Bevölkerung nach (konfuzianischen) ethischen Prinzipien.
7. Ein klares System von Belohnung und Strafe und eine der Bevölkerung wohlwollende, aber auf festen Prinzipien beruhende Regierung, mit dem Ziel, so breite Unterstützung in der Bevölkerung zu erlangen.
8. Etablierung eines Systems der Beförderung von Beamten nach ihrer Fähigkeit.

Damit wirkte er schulbildend für weitere Persönlichkeiten, die sich für die Öffnung und Modernisierung Japans einsetzten. Darunter war auch Yoshida Shōin (1830–1859), der 1854 – angeregt durch Shōzan und in der Absicht den Westen zu besuchen – vergeblich versuchte, auf eines von Perrys „Schwarzen Schiffen“ zu kommen, wofür er mit weiteren Anhängern im Gefängnis bzw. Hausarrest landete. Seine Anhänger waren später einflussreich in der Meiji-Restauration Ende des 19. Jahrhunderts, in der endgültig die Öffnung und Modernisierung Japans erfolgte. Ein anderer seiner Schüler war Katsu Kaishū, später erster Marineminister in der Meiji-Regierung, der Schiffbau in den USA studierte.
In Zusammenhang mit der Verurteilung von Yoshida Shōin wurde auch Sakuma Shōzan 1854 zu Hausarrest verurteilt (und dafür der Aufsicht seines Lehens unterstellt), den er die folgenden neun Jahre bis zu seiner Freilassung 1862 verbüßte. Die zunächst drohende Todesstrafe konnte durch Eingreifen einflussreicher Persönlichkeiten abgewendet werden. In dieser Zeit beschäftigte er sich weiter mit Physik und Erfindungen. Beispielsweise erfand und baute er elektrische Geräte (wie ein Daniell-Element), einen ersten Seismographen in Japan, und er verbesserte Kanonen. Die letzten Lebensjahre von Sakuma Shōzan markierten gleichzeitig den Beginn der Öffnung des Landes in der Bakumatsu-Zeit. Dies wurde in einem Handelsabkommen 1858 festgeschrieben.
Dass er sich weiter an prominenter Stelle politisch für die Öffnung des Landes (kaikoku-ron) für den Handel mit Ausländern und die Modernisierung des Militärs einsetzte, machte ihn zur Zielscheibe von konservativen Gegnern jeglicher Reform (Sonnō-jōi-Bewegung). Shōzan ging 1864 nach Kyōto, um die Unterstützung des Tennō für diese Politik zu erhalten und für eine Annäherung der Shōgunat-Regierung an den Tennō zu sorgen (Einheit von ziviler und militärischer Regierung, kobu gattai). Er wurde auf offener Straße und am helllichten Tag in Kyōto von Samurai getötet. Über die Details gibt es unterschiedliche Darstellungen. Nach einer Darstellung überfielen und töteten ihn zwei Samurai niedrigen Standes aus dem Higo- und Oki-Clan zu Fuß, als er an einem warmen Julitag allein auf einem Pferd in Kyōto ausritt (der europäische Sattel bei einem Samurai wirkte als Provokation). Eine Rechtfertigung der Tat wurde am Haupttor des Gion-Schreins in Kyōto angeschlagen – neben seiner politischen Tätigkeit wurden auch Clan-Auseinandersetzungen angeführt (Gegnerschaft zu den Tokugawa). Nach anderen Angaben wurde er durch den Samurai Kawakami Gensai (1834–1872) getötet, bekannt als geschickter Schwertkämpfer und einer der vier notorischen Hitokiri (Mörder) der Bakumatsu-Zeit.
Von Sakuma Shōzan stammt die japanische Wendung „östliche Ethik – westliche Wissenschaft“ (tōyō dōtoku, seiyō gakugei), die bis heute in Japan als Zusammenfassung des besonderen japanischen Zugangs zur Moderne zitiert wird. Allerdings wird sie häufig kürzer „japanischer Geist – westliche Technik“ (wakon yōsai) ausgedrückt, in Anlehnung an den Ausspruch eines japanischen Gelehrten des 9. Jahrhunderts Sugawara Michizane, der sich damals auf chinesische Technik bezog („japanischer Geist – chinesische Technik“, wakon kansai).
Sein Sohn Miura Keinosuke war Mitglied der Shinsengumi.